# Lars Nieberg
Lars Nieberg (Wittingen, 24 de julho de 1963) é um ginete de elite alemão, especialista em saltos, bicampeão olímpico.

## Carreira
Lars Nieberg representou seu país nos Jogos Olímpicos de 1996 e 2000, na qual conquistou a medalha de ouro nos saltos por equipes em 2000 e 2004.